# Turze (województwo śląskie)
Turze (niem. Wellendorf) – wieś w Polsce, położona w województwie śląskim, w powiecie raciborskim, w gminie Kuźnia Raciborska.
Turze leży u ujścia rzeki Rudy do Odry, które znajduje się na zachód od miejscowości.

## Nazwa i historia
W 1911 w miejsce nazwy Thurze wprowadzono nazwę Wellendorf. 12 listopada 1946 nadano miejscowości polską nazwę Turze.
W latach 1975–1998 miejscowość należała administracyjnie do województwa katowickiego i znajdował się tu najniżej położony punkt tego województwa.

## Edukacja
W Turzu znajduje się jedno przedszkole, będące oddziałem zamiejscowym Przedszkola Nr 1 w Kuźni Raciborskiej, do którego aktualnie uczęszcza 26 dzieci.

## Wspólnoty wyznaniowe
W miejscowości znajduje się Parafia Najświętszego Serca Pana Jezusa.